# Präsidentschaftswahl in Guinea 1982
Die Präsidentschaftswahl in Guinea im Jahr 1982 fand am 9. Mai 1982 statt. Es war die letzte Wahl des Staatsoberhaupts vor dem Putsch durch Lansana Conté und der Proklamation der 2. Republik. Zur Wahl war nur die Einheitspartei Parti Démocratique de Guinée zugelassen.
Amtsinhaber Ahmed Sékou Touré wurde ohne Gegenkandidat in seinem Amt bestätigt. 

## Ergebnis
| Kandidaten                         | Parteien                                                           | Stimmen   | %     |
| ---------------------------------- | ------------------------------------------------------------------ | --------- | ----- |
| Ahmed Sékou Touré                  | Parti démocratique de Guinée – Rassemblement démocratique africain | 3.063.692 | 100,0 |
| Gesamt                             | Gesamt                                                             | 3.063.692 | 100   |
|                                    |                                                                    |           |       |
| Ungültige Stimmen                  | Ungültige Stimmen                                                  | 8         | 0,0   |
| Wähler                             | Wähler                                                             | 3.063.700 | 98,8  |
| Wahlberechtigte                    | Wahlberechtigte                                                    | 3.100.110 |       |
|                                    |                                                                    |           |       |
| Quelle: African Elections Database |                                                                    |           |       |